# Tribeca Productions
Ne doit pas être confondu avec Tribeca.
Tribeca Productions (stylisé TriBeCa Productions) est une société américaine de production audiovisuelle fondée par Robert De Niro et Jane Rosenthal en 1989. Le nom vient du quartier newyorkais Tribeca où vit l'acteur-producteur. Le but initial de la société était de relancer l'intérêt de tourner des œuvres à New York.
La société est implantée dans le Tribeca Film Center, fondé également par Robert De Niro en 1989.

## Filmographie

### Cinéma
- 1991 : Les Nerfs à vif (Cape Fear) de Martin Scorsese
- 1991 : Cœur de tonnerre (Thunderheart) de Michael Apted
- 1992 : Hollywood Mistress (Mistress) de Barry Primus
- 1992 : La Loi de la nuit (Night and the City) d'Irwin Winkler
- 1993 : Chassé-croisé (The Night We Never Met) de Warren Leight (en)
- 1993 : Il était une fois le Bronx (A Bronx Tale) de Robert De Niro
- 1995 : Panther de Mario Van Peebles
- 1996 : Ma femme me tue (Faithful) de Paul Mazursky
- 1996 : Simples Secrets (Marvin's Room) de Jerry Zaks
- 1997 : Des hommes d'influence (Wag the Dog) de Barry Levinson
- 1998 : The Repair Shop de Phillip Noyce
- 1998 : La Loi du sang (Monument Ave.) de Ted Demme
- 1999 : Mafia Blues (Analyze This) de Harold Ramis
- 1999 : Entropy de Phil Joanou
- 1999 : Chutney Popcorn de Nisha Ganatra
- 1999 : Personne n'est parfait(e) (Flawless) de Joel Schumacher
- 2000 : Les Aventures de Rocky et Bullwinkle (The Adventures of Rocky and Bullwinkle) de Des McAnuff
- 2000 : Mon beau-père et moi (Meet the Parents) de Jay Roach
- 2001 : 15 minutes de John Herzfeld
- 2002 : Showtime de Tom Dey
- 2002 : Pour un garçon (About a Boy) de Chris Weitz et Paul Weitz
- 2002 : Mafia Blues 2 : La Rechute (Analyze That) de Harold Ramis
- 2004 : Le Prince de Greenwich Village (House of D) de David Duchovny
- 2004 : Stage Beauty de Richard Eyre
- 2004 : Mon beau-père, mes parents et moi (Meet the Fockers) de Jay Roach
- 2004 : Le Pont du roi Saint-Louis (The Bridge of San Luis Rey) de Mary McGuckian
- 2005 : Rent de Chris Columbus
- 2006 : Raisons d'État (The Good Shepherd) de Robert De Niro
- 2008 : Panique à Hollywood (What Just Happened?) de Barry Levinson
- 2009 : Public Enemies de Michael Mann
- 2010 : Mon beau-père et nous (Little Fockers) de Paul Weitz
- 2012 : Monsieur Flynn (Being Flynn) de Paul Weitz
- 2018 : Bohemian Rhapsody de Bryan Singer
- 2019 : The Irishman de Martin Scorsese
- 2020 : Artemis Fowl de Kenneth Branagh

### Télévision
- 1998 : La Famille trahie (Witness to the Mob) de Thaddeus O'Sullivan
- 2000 : Holiday Heart de Robert Townsend
- 2002 : Porn 'n Chicken de Lawrence Trilling
- 2012 : NYC 22 (série TV)
- 2014-en production : About a Boy (série TV)
- 2015 : For Justice d'Ava DuVernay
- 2017 : The Wizard of Lies (téléfilm) de Barry Levinson